# Automobilová pošta
Automobilové pošty byly jedním z druhů ambulantních pošt. Termín „automobilová pošta“ byl podle tehdy používané  poštovní terminologie (názvosloví), která byla uvedena v oborové normě spojů a v poštovních provozních předpisech, používán výlučně pro ambulantní pošty, vedené v automobilech. tj. pro mobilní provozovny, ve kterých se za jízdy třídily zásilky.

## Automobilové pošty v Československu

### Historie
Automobilové pošty byly v Československu zaváděny od roku 1958. Důvodem jejich zavádění byl přechod s radiálně větvového systému poštovní dopravy a přepravy na systém radiálně uzlový a snaha o zajištění přípojů na poštovní kursy letecké.
V roce 1958 zahájily provoz automobilové pošty:
- České Budějovice-Praha a zpět 1021,
- České Budějovice-Volary a zpět 1022 (náhradou za zrušenou vlakovou poštu České Budějovice-Volary 381, v roce 1959 byla zkrácena do Nové Pece, v roce 1962 do Horní Plané a v roce 1965 byla zrušena),
- Plzeň-Praha 1031 a zpět (zahájila provoz již v dubnu 1958),
- Chomutov-Most-Praha  a zpět 1051, která byla později přečíslována na 1041,
- Liberec-Praha  a zpět 1061, která byla později přečíslována na 1042.[5]

V roce 1983 bylo v Československu provozováno 57 párů automobilových pošt a 6 automobilových pošt jednosměrných. Prvenství v počtu automobilových pošt  měl Středoslovenský kraj se 14 páry automobilových pošt a s jednou automobilovou poštou jednosměrnou.

### Vozidla
První automobilové pošty byly vedeny v upravených autobusech Škoda 706 RO nebo RTO, později v upravených autobusech Karosa ŠL 11 a Karosa L 734. V prvních letech éry automobilových pošt byly k jejich vedení na méně zatížených tratích  používány upravené automobily Praga V3S a Praga S5T. Na některých tratích byly ze začátku za vozidlo automobilové pošty připojovány přívěsy.

## Automobilová pošta v Česku
Automobilové pošty byly zrušeny v devadesátých letech 20. století.

### Poznámka
V říjnu 2020 Česká pošta zavedla mobilní pošty, Jedná se o pojízdné pobočky, které mají jinou funkci, než bývalé automobilové pošty, zásilky se v nich nezpracovávají za jízdy.